# Тишков, Сергей Михайлович
Тишков Сергей Михайлович — ветеран Афганской войны, полковник, лётчик-испытатель вертолётов, военный лётчик-снайпер, военный летчик 1 класса, Лауреат премии Ассоциации Вертолётной Индустрии «Лучший по профессии» в категории «Лётчик испытатель года».

## Биография
Родился 29 июня 1952 года в селе Весёлое, Алма-Атинской области, Казахская ССР. В 1974 году окончил Сызранское высшее войсковое авиационное училище лётчиков и направлен в г. Нерчинск Забайкальского военного округа для прохождения службы в ВВС СССР. С 1976 по 1978 год был командиром лётного отряда Забайкальского военного округа. В 1984 году окончил Военно-воздушную академию имени Ю. А. Гагарина. С 1987 по 1988 год участвовал в Афганской войне, выполнял боевые задачи на вертолётах типа Ми-8 и Ми-24, занимал должность заместителя командира 355-го отдельного вертолётного полка, который базировался в г. Джелалабад. В 1992 году окончил школу лётчиков-испытателей. В период с 1994 по 2005 год работал заместителем начальника Государственного авиационного научно-испытательного центра (ГАНИЦ) — старшим лётчиком-испытателем в г. Феодосия, освоил более 30 типов летательных аппаратов, в том числе самолёты Ан-26, Л-39, Ан-72, Ил-76 и МиГ-29. С 2012 года работает на АО «Мотор Сич» заместителем директора по лётным испытаниям новой техники и старшим лётчиком-испытателем.

## Мировые авиационные рекорды
С 2012 года установил 22 мировых рекорда на вертолётах типа Ми-8МСБ и Ми-8МТВ, которые зарегистрированы Международной Авиационной Федерацией FAI (FÉDÉRATION AÉRONAUTIQUE INTERNATIONALE). В августе 2013, после завершения государственных испытаний вертолёта Ми-8МСБ на аэродроме Государственного Авиационного Научно-Испытательного Центра Вооруженных Сил Украины расположенном в пгт Кировское (Крым) установлены 10 рекордов, 8 из которых установлены впервые. Значительным достижением стал набор высоты 9 155 метров. В мае 2018 года на вертодроме «Мотор», расположенном в г. Запорожье, установлены 12 рекордов, 8 из которых установлены впервые.